# Складність фітоценозу
Складність фітоценозу (англ. Complexity of phytocoenosis) — для структури фітоценотичної системи визначається числом її елементів (видів) і зв'язків між ними, а для поведінки системи — різноманітністю реакцій на зовнішні впливи. Визначити складність фітоценозу за його структурою важко, як і для будь-якої великої системи. Б. С. Флейшман як складну систему визначає таку, поведінці якої властивий акт рішення, тобто вибір (не обов'язково інтелектуальньний) деякої стратегії поведінки. Вибір такої стратегії передбачає існування цілей, яких прагне досягти система. Стратегічною метою фітоценозів може вважатися, наприклад, виживання, а тактичною — найбільш вигідний розподіл і розміщення популяцій для забезпечення максимуму можливого фотосинтезу на одиницю площі, прагнення до найбільш стійкого (клімаксового) стану та ін.

## Виноски
1. ↑   Флейшман Б. С. Элементы теории потенциальной эффективности сложных систем. — М.: Сов. радио, 1978. — 224 с.